# Quản trị vận hành
Quản trị vận hành là một lĩnh vực quản lý liên quan đến việc thiết kế và kiểm soát quá trình sản xuất và thiết kế lại hoạt động kinh doanh trong sản xuất hàng hóa hoặc dịch vụ. Nó liên quan đến trách nhiệm đảm bảo rằng các hoạt động kinh doanh có hiệu quả trong việc sử dụng ít tài nguyên cần thiết và hiệu quả trong việc đáp ứng các yêu cầu của khách hàng. Quản lý vận hành chủ yếu liên quan đến việc lập kế hoạch, tổ chức và giám sát trong bối cảnh sản xuất, sản xuất hoặc cung cấp dịch vụ. Liên quan đến việc quản lý toàn bộ hệ thống sản xuất là quá trình chuyển đổi các yếu tố đầu vào (dưới dạng nguyên liệu thô, lao động và năng lượng) thành đầu ra (dưới dạng hàng hóa và/hoặc dịch vụ), như một tài sản hoặc cung cấp sản phẩm hoặc dịch vụ. Hoạt động sản xuất sản phẩm, quản lý chất lượng và tạo ra dịch vụ. Quản lý vận hành bao gồm các lĩnh vực như hệ thống ngân hàng, bệnh viện, công ty, làm việc với các nhà cung cấp, khách hàng và sử dụng công nghệ. Vận hành là một trong những chức năng chính trong một tổ chức cùng với chuỗi cung ứng, tiếp thị, tài chính và nguồn nhân lực. Chức năng hoạt động đòi hỏi phải quản lý cả sản xuất hàng hóa và dịch vụ chiến lược và hàng ngày.

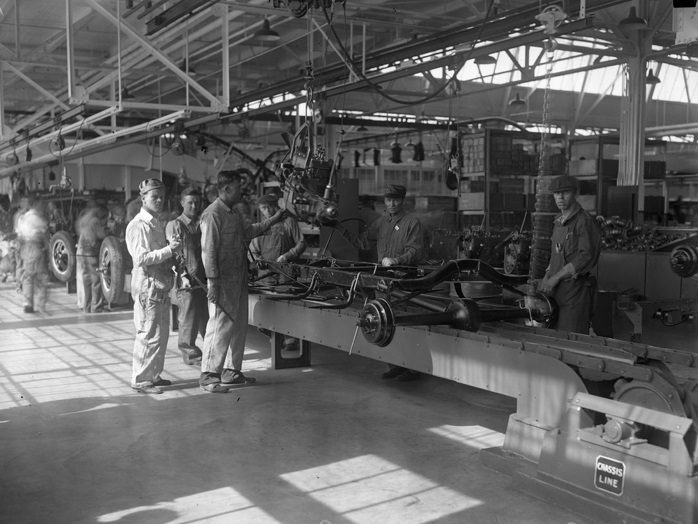
Dây chuyền lắp ráp xe Ford Motor: ví dụ cổ điển của một hệ thống sản xuất chế tạo.

Trong việc quản lý vận hành sản xuất hoặc dịch vụ, một số loại quyết định được đưa ra bao gồm chiến lược vận hành, thiết kế sản phẩm, thiết kế quy trình, quản lý chất lượng, năng lực, lập kế hoạch cơ sở, lập kế hoạch sản xuất và kiểm soát hàng tồn kho. Mỗi trong số này đòi hỏi một khả năng phân tích tình hình hiện tại và tìm giải pháp tốt hơn để cải thiện hiệu lực và hiệu quả của hoạt động sản xuất hoặc dịch vụ.

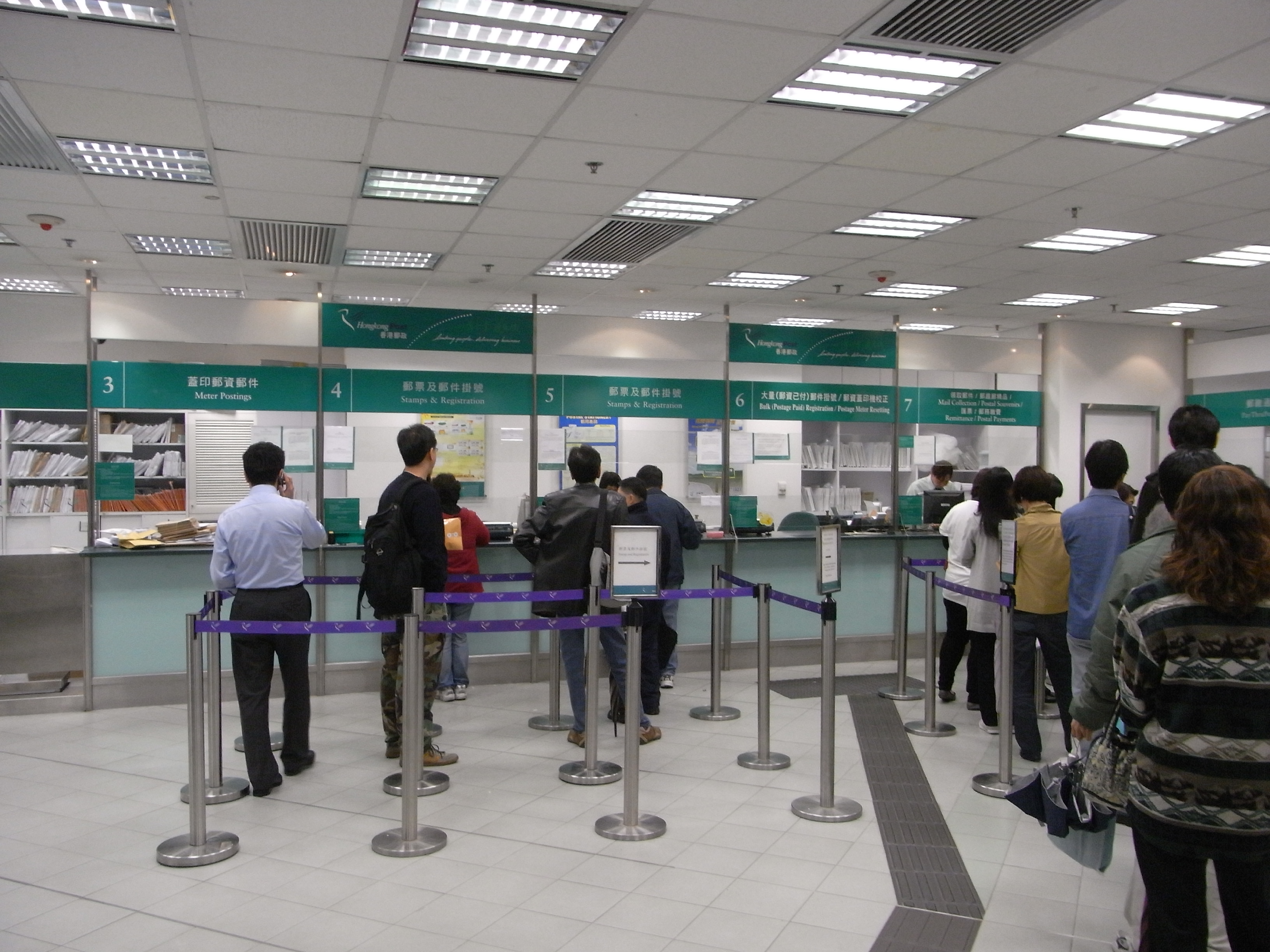
Bưu điện xếp hàng. Quản trị vận hành nghiên cứu cả sản xuất và dịch vụ.

## Lịch sử
Lịch sử của các hệ thống sản xuất và vận hành bắt đầu khoảng năm 5000 trước Công nguyên khi các linh mục Sumer phát triển hệ thống ghi chép hàng tồn kho, cho vay, thuế và giao dịch kinh doanh. Ứng dụng lịch sử lớn tiếp theo của các hệ thống vận hành xảy ra vào năm 4000 trước Công nguyên. Trong thời gian này, người Ai Cập bắt đầu sử dụng quy hoạch, tổ chức và kiểm soát trong các dự án lớn như xây dựng các kim tự tháp. Vào năm 1100 trước Công nguyên, lao động đã được chuyên môn hóa ở Trung Quốc; vào khoảng năm 370 trước Công nguyên, Xenophon đã mô tả những lợi thế của việc phân chia các hoạt động khác nhau cần thiết cho việc sản xuất giày giữa các cá nhân khác nhau ở Hy Lạp cổ đại:
"...In large cities, on the other hand, inasmuch as many people have demands to make upon each branch of industry, one trade alone, and very often even less than a whole trade, is enough to support a man: one man, for instance, makes shoes for men, and another for women; and there are places even where one man earns a living by only stitching shoes, another by cutting them out, another by sewing the uppers together, while there is another who performs none of these operations but only assembles the parts. It follows, therefore, as a matter of course, that he who devotes himself to a very highly specialized line of work is bound to do it in the best possible manner."

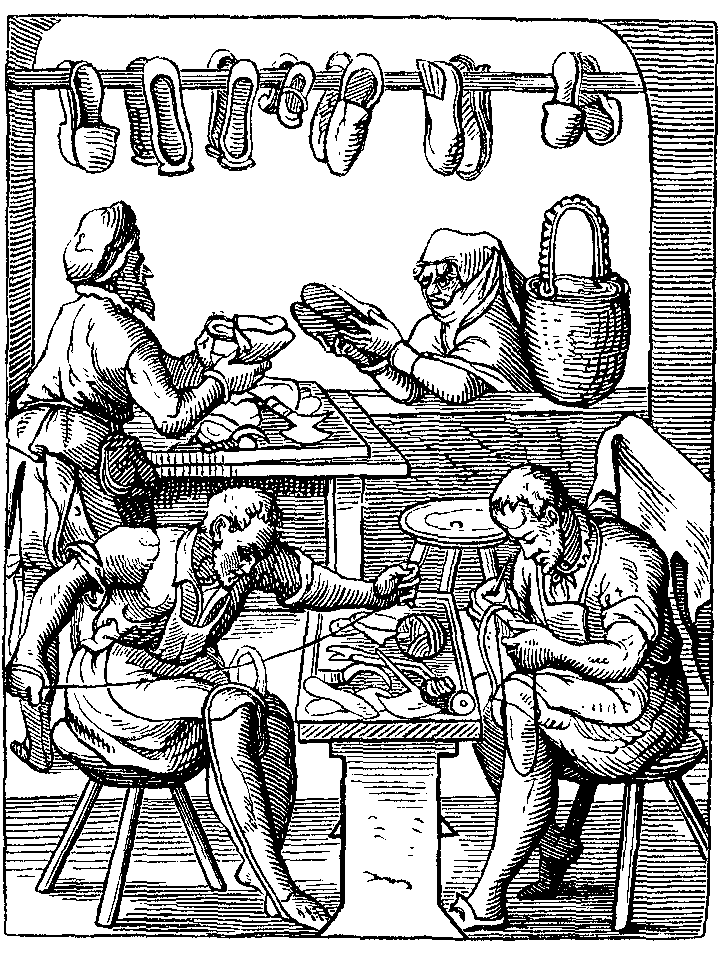
Thợ đóng giày, 1568

Vào thời trung cổ, các vị vua và hoàng hậu cai trị trên những vùng đất rộng lớn. Quý tộc trung thành duy trì các phần lớn lãnh thổ của quốc vương. Tổ chức phân cấp này, trong đó mọi người được chia thành các giai cấp dựa trên vị trí xã hội và sự giàu có được gọi là hệ thống phong kiến. Trong chế độ phong kiến, chư hầu và nông nô sản xuất cho chính họ và những người thuộc tầng lớp cao hơn bằng cách sử dụng đất đai và tài nguyên của người cai trị. Mặc dù một phần lớn lao động được sử dụng trong nông nghiệp, các nghệ nhân đã đóng góp vào sản lượng kinh tế và thành lập bang hội. Hệ thống bang hội, hoạt động chủ yếu từ năm 1100 đến 1500, bao gồm hai loại: bang hội buôn, người đã mua và bán hàng hóa, và bang hội thủ công, sản xuất hàng hóa. Mặc dù các bang hội được quy định về chất lượng công việc được thực hiện, nhưng hệ thống kết quả khá cứng nhắc, chẳng hạn, những người thợ đóng giày, đã bị cấm che giấu thuộc da.
Các dịch vụ cũng được thực hiện trong thời trung cổ bởi những người hầu. Họ cung cấp dịch vụ cho giới quý tộc để nấu ăn, dọn dẹp và giải trí. Những người ra tòa là những nhà cung cấp dịch vụ. Quân đội thời trung cổ cũng có thể được coi là một dịch vụ kể từ khi họ bảo vệ giới quý tộc.
Cuộc cách mạng công nghiệp được tạo điều kiện bởi hai yếu tố: khả năng thay thế lẫn nhau của các bộ phận và phân công lao động. Phân công lao động luôn là một đặc điểm từ khi bắt đầu nền văn minh, mức độ phân chia được thực hiện thay đổi đáng kể tùy thuộc vào thời kỳ và địa điểm. So với thời Trung cổ, thời Phục hưng và Thời đại khám phá được đặc trưng bởi sự chuyên môn hóa cao hơn trong lao động, một trong những đặc điểm của các thành phố và thương mại đang phát triển ở châu Âu. Đó là vào cuối thế kỷ thứ mười tám, Eli Whitney đã phổ biến khái niệm về khả năng thay thế lẫn nhau của các bộ phận khi ông sản xuất 10.000 súng hỏa mai. Cho đến thời điểm này trong lịch sử sản xuất, mỗi sản phẩm (ví dụ: mỗi khẩu súng) được coi là một đơn đặt hàng đặc biệt, nghĩa là các bộ phận của một khẩu súng nhất định chỉ được trang bị cho loại súng cụ thể đó và không thể được sử dụng trong các loại súng khác. Khả năng thay thế của các bộ phận cho phép sản xuất hàng loạt các bộ phận độc lập với các sản phẩm cuối cùng mà chúng sẽ được sử dụng.
Năm 1883, Frederick Winslow Taylor đã giới thiệu phương pháp bấm giờ để đo chính xác thời gian thực hiện từng nhiệm vụ của một công việc phức tạp. Ông đã phát triển nghiên cứu khoa học về năng suất và xác định cách phối hợp các nhiệm vụ khác nhau để loại bỏ lãng phí thời gian và tăng chất lượng công việc. Thế hệ nghiên cứu khoa học tiếp theo xảy ra với sự phát triển của lấy mẫu công việc và hệ thống thời gian chuyển động được xác định trước (PMTS). Lấy mẫu công việc được sử dụng để đo lường biến ngẫu nhiên liên quan đến thời gian của mỗi nhiệm vụ. PMTS cho phép sử dụng các bảng định sẵn tiêu chuẩn của các chuyển động cơ thể nhỏ nhất (ví dụ xoay cổ tay trái 90 °) và tích hợp chúng để dự đoán thời gian cần thiết để thực hiện một nhiệm vụ đơn giản. PMTS đã đạt được tầm quan trọng đáng kể do thực tế là nó có thể dự đoán các phép đo công việc mà không cần quan sát công việc thực tế. Nền tảng của PMTS được đặt ra bởi nghiên cứu và phát triển của Frank B. và Lillian M. Gilbreth vào khoảng năm 1912. Gilbreths đã tận dụng việc chụp ảnh chuyển động trong khoảng thời gian đã biết trong khi các nhà khai thác đang thực hiện nhiệm vụ nhất định.
Các ngành dịch vụ: Vào đầu thế kỷ XX, các ngành dịch vụ đã được phát triển, nhưng phần lớn bị phân mảnh. Năm 1900, ngành dịch vụ Hoa Kỳ bao gồm các ngân hàng, dịch vụ chuyên nghiệp, trường học, cửa hàng tổng hợp, đường sắt và điện báo. Các dịch vụ chủ yếu mang tính địa phương (trừ đường sắt và điện báo) và thuộc sở hữu của các doanh nhân và gia đình. Hoa Kỳ năm 1900 có 31% việc làm trong các dịch vụ, 31% trong sản xuất và 38% trong nông nghiệp.
Ý tưởng về dây chuyền sản xuất đã được sử dụng nhiều lần trong lịch sử trước Henry Ford: Venetian Arsenal (1104); Sản xuất pin của Smith, trong Sự giàu có của các quốc gia (1776) hoặc Portsmouth Block Mills (1802) của Brunel. Ransom Olds là người đầu tiên sản xuất ô tô sử dụng hệ thống dây chuyền lắp ráp, nhưng Henry Ford đã phát triển hệ thống lắp ráp tự động đầu tiên trong đó khung gầm ô tô được chuyển qua dây chuyền lắp ráp bằng băng chuyền trong khi công nhân thêm linh kiện cho đến khi xe hoàn thành. Trong Thế chiến II, sự phát triển của sức mạnh tính toán đã dẫn đến sự phát triển hơn nữa của các phương pháp sản xuất hiệu quả và sử dụng các công cụ toán học và thống kê tiên tiến. Điều này được hỗ trợ bởi sự phát triển của các chương trình học thuật trong các ngành kỹ thuật công nghiệp và hệ thống, cũng như các lĩnh vực nghiên cứu khoa học và quản lý vận hành (như các lĩnh vực giải quyết vấn đề đa ngành). Trong khi kỹ thuật hệ thống tập trung vào các đặc điểm chung của mối quan hệ giữa đầu vào và đầu ra của các hệ thống chung, các nhà nghiên cứu hoạt động tập trung vào giải quyết các vấn đề cụ thể và tập trung. Sức mạnh tổng hợp của nghiên cứu hoạt động và kỹ thuật hệ thống cho phép thực hiện giải quyết các vấn đề quy mô lớn và phức tạp trong thời kỳ hiện đại. Gần đây, sự phát triển của các máy tính nhanh hơn và nhỏ hơn, các hệ thống thông minh và World Wide Web đã mở ra những cơ hội mới cho các hoạt động, sản xuất, sản xuất và hệ thống dịch vụ.

### Cuộc cách mạng công nghiệp

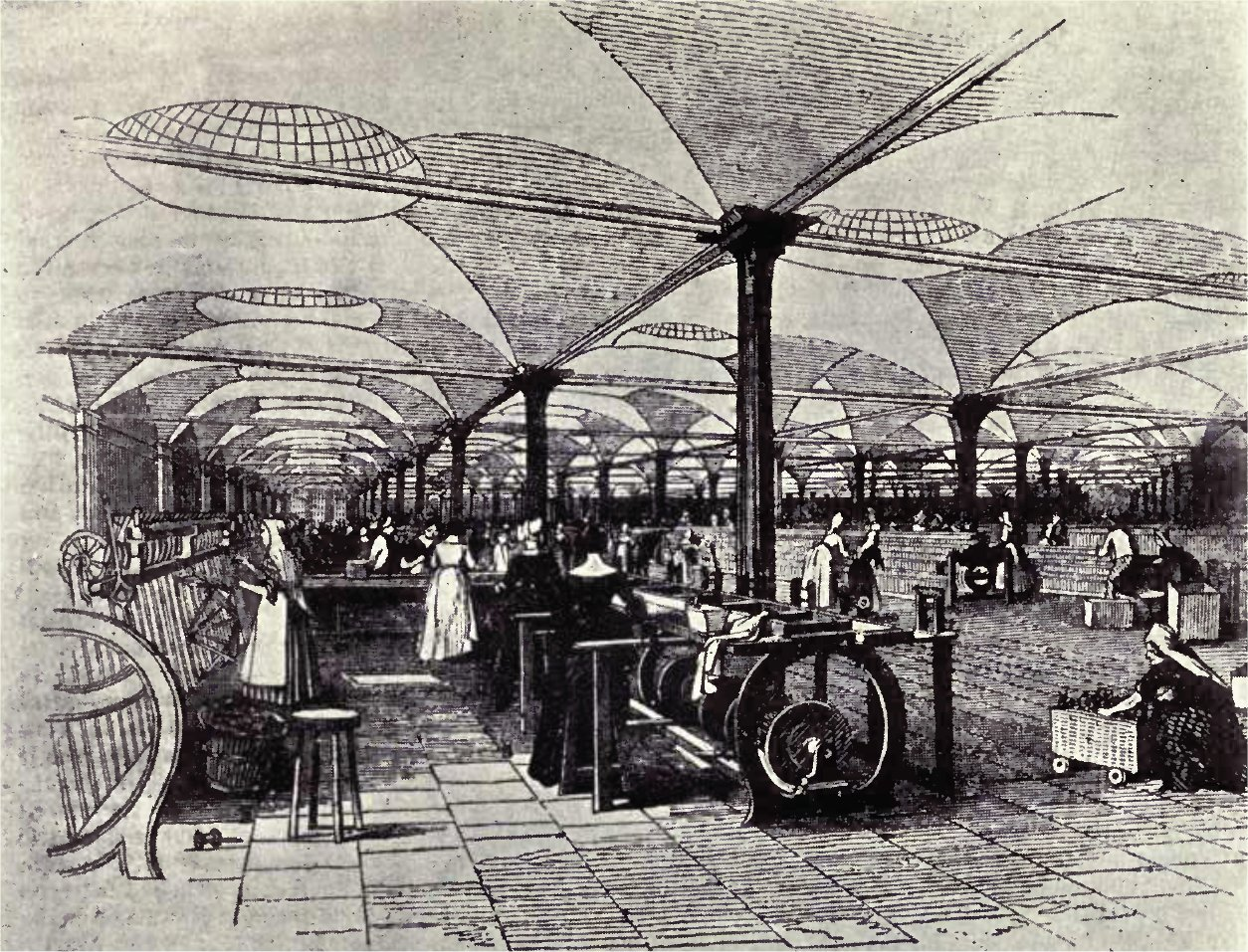
Nhà máy lanh của Marshall ở Holbeck. Ngành dệt may là ví dụ mẫu của cuộc cách mạng công nghiệp Anh.

Trước cuộc cách mạng công nghiệp đầu tiên, công việc chủ yếu được thực hiện thông qua hai hệ thống: hệ thống trong nước và bang hội thủ công. Trong các thương nhân hệ thống trong nước đã mang vật liệu đến những ngôi nhà nơi các nghệ nhân thực hiện các công việc cần thiết, mặt khác, các bang hội thủ công là các hiệp hội của các nghệ nhân chuyển công việc từ cửa hàng này sang cửa hàng khác, ví dụ: da được thợ thuộc da, chuyển sang hàng rào cuối cùng đã đến thợ đóng giày và người làm yên ngựa.
Sự khởi đầu của cuộc cách mạng công nghiệp thường gắn liền với ngành dệt may của Anh thế kỷ 18, với phát minh ra tàu con thoi của John Kay vào năm 1733, chiếc máy kéo sợi của James Hargreaves năm 1765, khung nước của Richard Arkwright năm 1769 và máy hơi nước James Watt năm 1765. Năm 1851 tại Triển lãm Crystal Palace, thuật ngữ hệ thống sản xuất của Mỹ đã được sử dụng để mô tả phương pháp mới đang phát triển ở Hoa Kỳ dựa trên hai tính năng trung tâm: các bộ phận có thể hoán đổi cho nhau và sử dụng rộng rãi cơ giới hóa để sản xuất chúng.

### Cách mạng công nghiệp lần thứ hai và xã hội hậu công nghiệp
Henry Ford đã 39 tuổi khi ông thành lập Công ty Ford Motor vào năm 1903, với số vốn 28.000 đô la từ mười hai nhà đầu tư. Mẫu xe T được giới thiệu vào năm 1908, tuy nhiên, mãi đến khi Ford thực hiện khái niệm dây chuyền lắp ráp, tầm nhìn của ông về việc tạo ra một chiếc xe phổ biến có giá cả phải chăng của mọi công dân Mỹ trung lưu sẽ được hiện thực hóa. Nhà máy đầu tiên mà Henry Ford sử dụng khái niệm dây chuyền lắp ráp là Công viên Cao nguyên (1913), ông đã mô tả hệ thống như sau:
Điều này trở thành một trong những ý tưởng trung tâm dẫn đến sản xuất hàng loạt, một trong những yếu tố chính của Cách mạng công nghiệp lần thứ hai, cùng với sự xuất hiện của ngành công nghiệp điện và dầu khí.
Nền kinh tế hậu công nghiệp được ghi nhận vào năm 1973 bởi Daniel Bell. Ông tuyên bố rằng nền kinh tế trong tương lai sẽ cung cấp nhiều GDP và việc làm từ các dịch vụ hơn là từ sản xuất và có ảnh hưởng lớn đến xã hội. Vì tất cả các lĩnh vực có mối liên hệ chặt chẽ với nhau, điều này không phản ánh ít tầm quan trọng đối với sản xuất, nông nghiệp và khai thác mà chỉ là sự thay đổi trong loại hình hoạt động kinh tế.

### Quản lý vận hành
Mặc dù năng suất được hưởng lợi đáng kể từ các phát minh công nghệ và phân công lao động, vấn đề đo lường hiệu suất có hệ thống và tính toán chúng bằng cách sử dụng các công thức vẫn chưa được khám phá cho đến khi Frederick Taylor, người đầu tiên tập trung vào phát triển cái mà ông gọi là "phần khác biệt" hệ thống tỷ lệ "  và một loạt các thí nghiệm, đo lường và công thức xử lý kim loại cắt  và lao động thủ công. Hệ thống tỷ lệ mảnh khác biệt bao gồm việc đưa ra hai mức lương khác nhau để thực hiện công việc: tỷ lệ cao hơn cho công nhân có năng suất cao (hiệu quả) và người sản xuất hàng hóa chất lượng cao (hiệu quả) và tỷ lệ thấp hơn cho những người không đạt được tiêu chuẩn. Một trong những vấn đề mà Taylor tin rằng có thể được giải quyết với hệ thống này, đó là vấn đề hàn gắn: công nhân nhanh hơn giảm tỷ lệ sản xuất của họ xuống công nhân chậm nhất. Năm 1911, Taylor đã xuất bản cuốn "Những nguyên tắc quản lý khoa học", trong đó ông mô tả quản lý khoa học (còn được gọi là Taylorism) là:
1. Sự phát triển của một khoa học thực sự;
2. Lựa chọn khoa học của người lao động;
3. Giáo dục khoa học và phát triển của người lao động;
4. Hợp tác thân thiện giữa quản lý và người lao động.

Taylor cũng được ghi nhận đã phát triển nghiên cứu thời gian bấm giờ, kết hợp với nghiên cứu chuyển động của Frank và Lillian Gilbreth đã nhường chỗ cho nghiên cứu thời gian và chuyển động, tập trung vào các khái niệm về phương pháp tiêu chuẩn và thời gian tiêu chuẩn. Frank Gilbreth cũng chịu trách nhiệm giới thiệu biểu đồ quy trình dòng chảy vào năm 1921. Những người đương thời khác của Taylor đáng được ghi nhớ là Morris Cooke (điện khí hóa nông thôn vào những năm 1920 và là người thực hiện các nguyên tắc quản lý khoa học của Taylor trong Sở Công trình Công cộng Philadelphia), Carl Barth (quy tắc trượt tốc độ và tính toán thức ăn) và Henry Gantt (Gantt đồ thị). Cũng trong năm 1910, Hugo Diemer đã xuất bản cuốn sách kỹ thuật công nghiệp đầu tiên: Tổ chức và Quản trị Nhà máy.
Năm 1913, Ford Whitman Harris đã xuất bản cuốn "Bao nhiêu bộ phận để tạo ra cùng một lúc", trong đó ông trình bày ý tưởng về mô hình số lượng đặt hàng kinh tế. Ông mô tả vấn đề như sau:
Bài viết này đã truyền cảm hứng cho một lượng lớn tài liệu toán học tập trung vào vấn đề lập kế hoạch sản xuất và kiểm soát hàng tồn kho.
Năm 1924 Walter Shewhart đã giới thiệu biểu đồ kiểm soát thông qua một bản ghi nhớ kỹ thuật khi làm việc tại Bell Labs, trung tâm của phương pháp của ông là sự phân biệt giữa nguyên nhân chung và nguyên nhân đặc biệt của sự biến đổi. Năm 1931, Shewhart đã xuất bản cuốn Kiểm soát kinh tế về chất lượng sản phẩm được sản xuất, cách xử lý có hệ thống đầu tiên  về chủ đề Kiểm soát quá trình thống kê (SPC).
Trong những năm 1940, phương pháp đo thời gian (MTM) được phát triển bởi HB Maynard, JL Schwab và GJ Stegemerten. MTM là hệ thống đầu tiên trong một loạt các hệ thống thời gian chuyển động được xác định trước, được xác định trước theo nghĩa là ước tính thời gian không được xác định theo địa phương mà được lấy từ một tiêu chuẩn công nghiệp. Điều này đã được giải thích bởi những người sáng lập ra nó trong một cuốn sách họ xuất bản năm 1948 có tên là "Phương pháp đo thời gian".
Cho đến thời điểm này trong lịch sử, các kỹ thuật tối ưu hóa đã được biết đến từ rất lâu, từ các phương pháp đơn giản được FWHarris sử dụng đến các kỹ thuật phức tạp hơn về tính toán các biến thể do Euler phát triển vào năm 1733 hoặc các nhân tử được Lagrange sử dụng vào năm 1811 và máy tính đang dần được phát triển, đầu tiên là các máy tính tương tự của Sir William Thomson (1872) và James Thomson (1876) chuyển sang các máy tính điện cơ của Konrad Zuse (1939 và 1941). Tuy nhiên, trong Thế chiến II, sự phát triển của tối ưu hóa toán học đã trải qua một sự thúc đẩy lớn với sự phát triển của máy tính Colossus, máy tính điện tử kỹ thuật số đầu tiên có thể lập trình được và khả năng giải quyết các vấn đề lập trình tuyến tính lớn, trước tiên là Kantorovich  vào năm 1939 làm việc cho chính phủ Liên Xô và sau đó vào năm 1947 với phương pháp đơn giản là Dantzig. Những phương pháp này được biết đến ngày nay là thuộc về lĩnh vực vận trù học.
Từ thời điểm này, một sự phát triển gây tò mò đã diễn ra: trong khi ở Hoa Kỳ, khả năng ứng dụng máy tính vào hoạt động kinh doanh đã dẫn đến sự phát triển kiến trúc phần mềm quản lý như MRP và sửa đổi liên tiếp, và các kỹ thuật tối ưu hóa và sản xuất phần mềm mô phỏng tinh vi hơn bao giờ hết tại Nhật Bản sau chiến tranh, một loạt các sự kiện tại Toyota Motor đã dẫn đến sự phát triển của Hệ thống sản xuất Toyota (TPS) và Sản xuất tinh gọn.
Năm 1943, tại Nhật Bản, Taiichi Ohno đến công ty Toyota Motor. Toyota đã phát triển một hệ thống sản xuất độc đáo tập trung vào hai khái niệm bổ sung: Vừa đúng lúc (chỉ sản xuất những gì cần thiết) và tự chủ (tự động hóa với một cú chạm của con người). Về JIT, Ohno được truyền cảm hứng từ các siêu thị Mỹ: máy trạm hoạt động giống như kệ siêu thị nơi khách hàng có thể nhận được sản phẩm họ cần, tại thời điểm họ cần và với số lượng cần thiết, máy trạm (kệ) sau đó được đặt lại. Tự chủ được phát triển bởi Toyoda Sakichi trong Toyoda Kéo sợi và Dệt: một máy dệt tự động kích hoạt cũng có thể đánh lừa được, nó tự động được phát hiện vấn đề. Năm 1983, JN Edwards đã xuất bản "Phong cách MRP và Kanban-American" của mình, trong đó ông mô tả các mục tiêu JIT theo bảy số không: không khuyết tật, kích thước lô không (thừa), thiết lập không, phân tích bằng 0, xử lý không thời gian và không tăng. Thời kỳ này cũng đánh dấu sự lan rộng của Quản lý chất lượng toàn diện (TQM) tại Nhật Bản, những ý tưởng ban đầu được phát triển bởi các tác giả người Mỹ như Deming, Juran và Armand V. Feigenbaum. TQM là một chiến lược để thực hiện và quản lý cải tiến chất lượng trên cơ sở tổ chức, bao gồm: tham gia, văn hóa làm việc, tập trung vào khách hàng, cải thiện chất lượng nhà cung cấp và tích hợp hệ thống chất lượng với mục tiêu kinh doanh. Schnonberger  xác định bảy nguyên tắc cơ bản cần thiết cho phương pháp của Nhật Bản:
1. Kiểm soát quy trình: SPC và trách nhiệm của người lao động đối với chất lượng
2. Chất lượng dễ nhìn thấy: bảng, đồng hồ đo, mét, vv và poka-yoke
3. Kiên định tuân thủ: "chất lượng trên hết"
4. Dừng dòng: dừng dòng để khắc phục vấn đề chất lượng
5. Sửa lỗi của chính mình: công nhân đã sửa một phần bị lỗi nếu anh ta sản xuất nó
6. Kiểm tra 100%: kỹ thuật kiểm tra tự động và máy đánh lừa
7. Cải tiến liên tục: lý tưởng là không khuyết tật

Trong khi đó, vào những năm sáu mươi, một cách tiếp cận khác đã được phát triển bởi George W. Plossl và Oliver W. Wight, cách tiếp cận này được Joseph Mitchicky tiếp tục như là một phản ứng với Chương trình Sản xuất TOYOTA dẫn đến Kế hoạch Yêu cầu Vật liệu (MRP) IBM, sau này đã đạt được động lực vào năm 1972 khi Hiệp hội sản xuất và kiểm soát hàng tồn kho của Mỹ phát động "Cuộc thập tự chinh MRP". Một trong những hiểu biết chính của hệ thống quản lý này là sự phân biệt giữa nhu cầu phụ thuộc và nhu cầu độc lập. Nhu cầu độc lập là nhu cầu xuất phát bên ngoài hệ thống sản xuất, do đó không thể kiểm soát trực tiếp và nhu cầu phụ thuộc là nhu cầu đối với các thành phần của sản phẩm cuối cùng, do đó có thể được quản lý trực tiếp kiểm soát thông qua hóa đơn nguyên vật liệu, thông qua thiết kế sản phẩm. Mitchicky đã viết "Lập kế hoạch yêu cầu vật liệu" vào năm 1975, cuốn sách bìa cứng đầu tiên về chủ đề này. MRP II được phát triển bởi Gene Thomas tại IBM và đã mở rộng phần mềm MRP ban đầu để bao gồm các chức năng sản xuất bổ sung. Hoạch định nguồn lực doanh nghiệp (ERP) là kiến trúc phần mềm hiện đại, giải quyết, bên cạnh các hoạt động sản xuất, phân phối, kế toán, nguồn nhân lực và mua sắm.
Những thay đổi đáng kể cũng xảy ra trong các ngành dịch vụ. Bắt đầu từ năm 1955, McDonald đã cung cấp một trong những đổi mới đầu tiên trong hoạt động dịch vụ. McDonald được thành lập dựa trên ý tưởng về phương pháp tiếp cận dây chuyền sản xuất. Điều này đòi hỏi một thực đơn tiêu chuẩn và giới hạn, một quy trình sản xuất dây chuyền lắp ráp ở phòng sau, dịch vụ khách hàng cao ở phòng trước với sự sạch sẽ, lịch sự và dịch vụ nhanh chóng. Trong khi được mô hình hóa sau khi sản xuất để sản xuất thực phẩm trong phòng sau, dịch vụ trong phòng trước được xác định và định hướng cho khách hàng. Chính hệ thống hoạt động của cả McDonald về sản xuất và dịch vụ đã tạo nên sự khác biệt. McDonald cũng đi tiên phong trong ý tưởng nhượng quyền hệ thống vận hành này để nhanh chóng lan rộng hoạt động kinh doanh trên khắp đất nước và sau này trên thế giới.
FedEx vào năm 1971 đã cung cấp dịch vụ chuyển phát qua đêm đầu tiên tại Hoa Kỳ. Điều này dựa trên ý tưởng sáng tạo là chuyển phát bằng máy bay tất cả các gói hàng đến sân bay duy nhất ở Memphis Tenn vào nửa đêm mỗi ngày, dùng các gói hàng để chuyển đến các điểm đến và sau đó vận chuyển chúng bằng máy bay trở lại sáng hôm sau để giao hàng đến nhiều địa điểm Khái niệm về một hệ thống phân phối hàng đóng gói nhanh đã tạo ra một ngành hoàn toàn mới, và cuối cùng cho phép giao hàng nhanh các đơn đặt hàng trực tuyến của Amazon và các nhà bán lẻ khác.
Walmart đã cung cấp ví dụ đầu tiên về bán lẻ chi phí rất thấp thông qua thiết kế cửa hàng của họ và quản lý hiệu quả toàn bộ chuỗi cung ứng của họ. Bắt đầu với một cửa hàng duy nhất ở Arkansas của Rogers vào năm 1962, Walmart giờ đây đã trở thành công ty lớn nhất thế giới. Điều này đã được thực hiện bằng cách tuân thủ hệ thống phân phối hàng hóa và dịch vụ của họ cho khách hàng với chi phí thấp nhất có thể. Hệ thống hoạt động bao gồm lựa chọn cẩn thận hàng hóa, tìm nguồn cung ứng chi phí thấp, quyền sở hữu vận chuyển, giao dịch chéo, vị trí hiệu quả của các cửa hàng và dịch vụ nhà ở thân thiện với khách hàng.
Năm 1987, Tổ chức Tiêu chuẩn hóa Quốc tế (ISO), nhận thấy tầm quan trọng ngày càng tăng của chất lượng, đã ban hành ISO 9000, một nhóm các tiêu chuẩn liên quan đến hệ thống quản lý chất lượng. Có tiêu chuẩn áp dụng cho cả các tổ chức sản xuất và dịch vụ. Đã có một số tranh cãi liên quan đến các thủ tục phù hợp để tuân theo và số lượng giấy tờ liên quan, nhưng phần lớn trong số đó đã được cải thiện trong các phiên bản ISO 9000 hiện tại.
Với sự ra đời của Internet, năm 1994, Amazon đã phát minh ra một hệ thống dịch vụ bán lẻ và phân phối trực tuyến. Với hệ thống sáng tạo này, khách hàng có thể tìm kiếm các sản phẩm họ có thể muốn mua, nhập đơn đặt hàng cho sản phẩm, thanh toán trực tuyến và theo dõi việc giao sản phẩm đến địa điểm của họ, tất cả trong hai ngày. Điều này đòi hỏi không chỉ các hoạt động máy tính rất lớn, mà cả các kho phân tán, và một hệ thống giao thông hiệu quả. Dịch vụ cho khách hàng bao gồm một loại hàng hóa cao, dịch vụ trả lại hàng mua và giao hàng nhanh là ưu tiên hàng đầu của doanh nghiệp này. Đó là khách hàng trong hệ thống trong quá trình sản xuất và cung cấp dịch vụ phân biệt tất cả các dịch vụ với sản xuất.
Xu hướng gần đây trong lĩnh vực xoay quanh các khái niệm như:
- Tái cấu trúc quy trình kinh doanh (do Michael Hammer ra mắt năm 1993 [31]): chiến lược quản lý kinh doanh tập trung vào phân tích và thiết kế quy trình công việc và quy trình kinh doanh trong một tổ chức. BPR tìm cách giúp các công ty tái cấu trúc triệt để các tổ chức của họ bằng cách tập trung vào thiết kế nền tảng của quy trình kinh doanh của họ.
- Hệ thống tinh gọn là một phương pháp hệ thống để loại bỏ chất thải (" Muda ") trong quy trình sản xuất hoặc dịch vụ. Tinh gọn cũng tính đến chất thải được tạo ra do quá tải (" Muri ") và chất thải được tạo ra do sự không đồng đều trong tải công việc (" Mura "). Thuật ngữ sản xuất tinh gọn được đặt ra trong cuốn sách Cỗ máy thay đổi thế giới.[32] Sau đó, dịch vụ nạc đã được áp dụng rộng rãi.
- Six Sigma (cách tiếp cận chất lượng được phát triển tại Motorola trong giai đoạn 1985-1987): Six Sigma đề cập đến các giới hạn kiểm soát được đặt ở sáu (6) độ lệch chuẩn so với giá trị phân phối bình thường, điều này trở nên rất nổi tiếng sau khi Jack Welch của General Electric ra mắt Sáng kiến toàn công ty vào năm 1995 để áp dụng bộ phương pháp này cho tất cả các quy trình sản xuất, dịch vụ và hành chính. Gần đây, Six Sigma đã bao gồm DMAIC (để cải thiện các quy trình) và DFSS (để thiết kế các sản phẩm mới và các quy trình mới)
- Hệ thống sản xuất có thể cấu hình lại: một hệ thống sản xuất được thiết kế ngay từ đầu để thay đổi nhanh chóng cấu trúc, cũng như các thành phần phần cứng và phần mềm của nó, để nhanh chóng điều chỉnh năng lực sản xuất và chức năng trong một gia đình để đối phó với những thay đổi đột ngột của thị trường hoặc hệ thống nội tại thay đổi.
- Quản lý sản xuất dự án: ứng dụng các công cụ và kỹ thuật phân tích được phát triển để quản lý vận hành, như được mô tả trong Nhà máy Vật lý cho các hoạt động trong các dự án vốn lớn như gặp phải trong phân phối cơ sở hạ tầng dầu khí và dân dụng.

## Chủ đề

### Hệ thống sản xuất

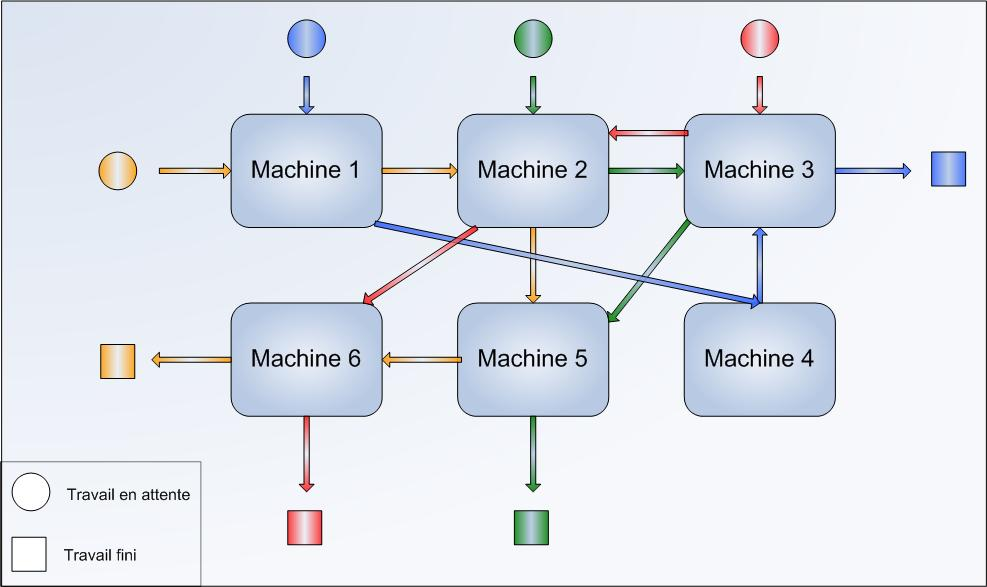
Trong một cửa hàng công việc, các máy được nhóm theo các điểm tương đồng về công nghệ liên quan đến các quá trình chuyển đổi, do đó một cửa hàng có thể làm việc với các sản phẩm rất khác nhau (trong hình này có bốn màu). Cũng lưu ý rằng trong bản vẽ này mỗi cửa hàng chứa một máy duy nhất.

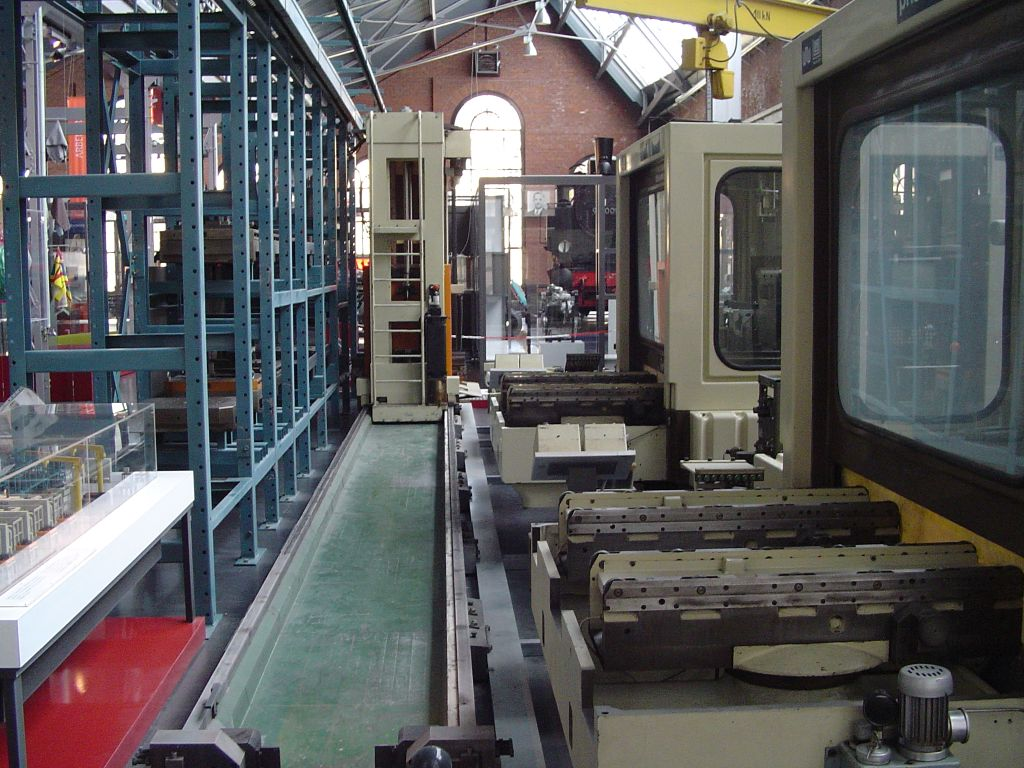
Hệ thống sản xuất linh hoạt: ở giữa có hai đường ray để con thoi di chuyển pallet giữa các trung tâm gia công (cũng có FMS sử dụng AGV), phía trước mỗi trung tâm gia công có một bộ đệm và bên trái chúng tôi có một kệ để lưu trữ pallet. Thông thường ở phía sau có một hệ thống tương tự để quản lý bộ công cụ cần thiết cho các hoạt động gia công khác nhau.

Một hệ thống sản xuất bao gồm cả các yếu tố công nghệ (máy móc và công cụ) và hành vi tổ chức (phân công lao động và luồng thông tin). Một hệ thống sản xuất riêng lẻ thường được phân tích trong tài liệu đề cập đến một doanh nghiệp, do đó thường không bao gồm trong một hệ thống sản xuất nhất định các thao tác cần thiết để xử lý hàng hóa thu được bằng cách mua hoặc các hoạt động được thực hiện bởi khách hàng trên các sản phẩm đã bán Lý do đơn giản là vì các doanh nghiệp cần thiết kế hệ thống sản xuất của riêng mình, sau đó trở thành trọng tâm của phân tích, mô hình hóa và ra quyết định (còn gọi là "cấu hình" một hệ thống sản xuất).
Một sự khác biệt đầu tiên có thể có trong các hệ thống sản xuất (phân loại công nghệ) là giữa quá trình sản xuất liên tục và sản xuất một phần riêng biệt (sản xuất).
- Quá trình sản xuất có nghĩa là sản phẩm trải qua các biến đổi hóa lý và thiếu các hoạt động lắp ráp, do đó nguyên liệu thô ban đầu không thể dễ dàng thu được từ sản phẩm cuối cùng, ví dụ bao gồm: giấy, xi măng, nylon và các sản phẩm dầu mỏ.
- Sản xuất một phần (ví dụ: ô tô và lò nướng) bao gồm cả hệ thống chế tạo và hệ thống lắp ráp. Trong danh mục đầu tiên, chúng tôi tìm thấy các cửa hàng việc làm, tế bào sản xuất, hệ thống sản xuất linh hoạt và dây chuyền chuyển giao, trong danh mục lắp ráp, chúng tôi có hệ thống vị trí cố định, dây chuyền lắp ráp và cửa hàng lắp ráp (cả hoạt động thủ công và/hoặc tự động).[33][34]

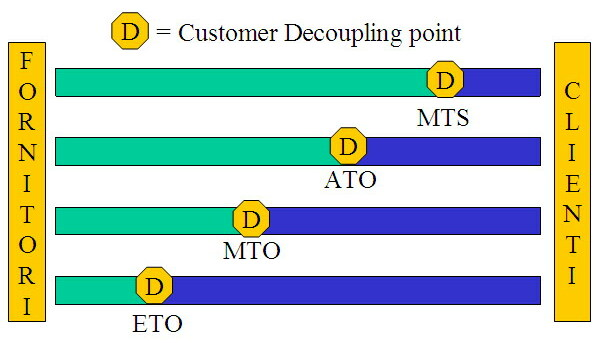
Thời gian giao hàng là thanh màu xanh, thời gian sản xuất là toàn thanh, thanh màu xanh là sự khác biệt giữa hai.

Một cách phân loại khác có thể  là dựa trên Thời gian dẫn (thời gian sản xuất so với thời gian giao hàng): kỹ sư đặt hàng (ETO), mua hàng để đặt hàng (PTO), đặt hàng (MTO), lắp ráp để đặt hàng (ATO) và làm để dự trữ (MTS). Theo phân loại này loại khác nhau của hệ thống này sẽ có đơn đặt hàng tách các điểm khác nhau (CODP), có nghĩa là công việc đang tiến mức giá cổ phiếu chu kỳ (WIP) là thực tế các hoạt động liên quan đến không tồn tại nằm sau CODP (trừ WIP do hàng đợi). (Xem thực hiện đơn hàng)
Khái niệm hệ thống sản xuất có thể được mở rộng sang thế giới ngành dịch vụ lưu ý rằng dịch vụ có một số khác biệt cơ bản liên quan đến hàng hóa vật chất: tính vô hình, khách hàng luôn có mặt trong quá trình chuyển đổi, không có cổ phiếu cho "hàng hóa thành phẩm". Các dịch vụ có thể được phân loại theo ma trận quy trình dịch vụ: mức độ cường độ lao động (khối lượng) so với mức độ tùy biến (đa dạng). Với mức độ cường độ lao động cao, có Dịch vụ đại chúng (ví dụ: thanh toán hóa đơn ngân hàng thương mại và trường học nhà nước) và Dịch vụ chuyên nghiệp (ví dụ: bác sĩ cá nhân và luật sư), trong khi với cường độ lao động thấp, có các yếu tố dịch vụ (ví dụ: hãng hàng không và khách sạn) và Cửa hàng dịch vụ (ví dụ: bệnh viện và cơ khí tự động).
Các hệ thống được mô tả ở trên là các loại lý tưởng: các hệ thống thực có thể tự hiện diện như các giống lai của các loại đó. Ví dụ, xem xét việc sản xuất quần jean bao gồm việc chải, kéo sợi, nhuộm và dệt ban đầu, sau đó cắt vải theo các hình dạng khác nhau và lắp ráp các bộ phận trong quần hoặc áo khoác bằng cách kết hợp vải với chỉ, dây kéo và nút, cuối cùng là hoàn thiện và làm phiền quần / áo khoác trước khi được vận chuyển đến các cửa hàng. Sự khởi đầu có thể được coi là quá trình sản xuất, giữa là sản xuất một phần và kết thúc là sản xuất theo quy trình: không chắc là một công ty duy nhất sẽ giữ tất cả các công đoạn sản xuất dưới một mái nhà, do đó, vấn đề tích hợp dọc và gia công phát sinh. Hầu hết các sản phẩm yêu cầu, từ góc độ chuỗi cung ứng, cả quá trình sản xuất và sản xuất một phần.

### Số liệu: hiệu suất và hiệu quả
Chiến lược hoạt động liên quan đến các chính sách và kế hoạch sử dụng các nguồn lực sản xuất vững chắc với mục đích hỗ trợ chiến lược cạnh tranh dài hạn. Các chỉ số trong quản lý vận hành có thể được phân loại thành số liệu hiệu suất và số liệu hiệu quả. Số liệu hiệu quả liên quan đến:
1. Giá (thực sự cố định bởi tiếp thị, nhưng bị ràng buộc bởi chi phí sản xuất): giá mua, chi phí sử dụng, chi phí bảo trì, chi phí nâng cấp, chi phí xử lý
2. Chất lượng: đặc điểm kỹ thuật và tuân thủ
3. Thời gian: năng suất cao dẫn đến thời gian, thông tin thời gian chì, đúng giờ
4. Tính linh hoạt: trộn, khối lượng, gamma
5. Hàng có sẵn
6. Âm thanh sinh thái: tác động sinh học và môi trường của hệ thống đang nghiên cứu.

Một cách tiếp cận gần đây hơn, được giới thiệu bởi Terry Hill, liên quan đến việc phân biệt các biến số cạnh tranh theo thứ tự người chiến thắng và vòng loại thứ tự khi xác định chiến lược hoạt động. Người chiến thắng đơn hàng là các biến cho phép phân biệt công ty với đối thủ cạnh tranh, trong khi vòng loại đơn hàng là điều kiện tiên quyết để tham gia vào giao dịch. Quan điểm này có thể được xem là một cách tiếp cận thống nhất giữa quản lý vận hành và tiếp thị (xem phân khúc và định vị).
Năng suất là một thước đo hiệu quả tiêu chuẩn để đánh giá các hệ thống sản xuất, nói một cách rộng rãi một tỷ lệ giữa đầu ra và đầu vào, và có thể giả định nhiều hình thức cụ thể, ví dụ: Năng suất máy, năng suất lao động, năng suất nguyên liệu, năng suất kho (= doanh thu hàng tồn kho). Nó cũng hữu ích để phá vỡ năng suất sử dụng U (tỷ lệ phần trăm sản xuất của tổng thời gian) và năng suất η (tỷ lệ giữa khối lượng sản xuất và thời gian sản xuất) để đánh giá tốt hơn hiệu suất của hệ thống sản xuất. Thời gian chu kỳ có thể được mô hình hóa thông qua kỹ thuật sản xuất nếu các hoạt động riêng lẻ được tự động hóa mạnh mẽ, nếu thành phần thủ công là phổ biến, các phương pháp được sử dụng bao gồm: nghiên cứu thời gian và chuyển động, hệ thống thời gian chuyển động được xác định trước và lấy mẫu làm việc. 

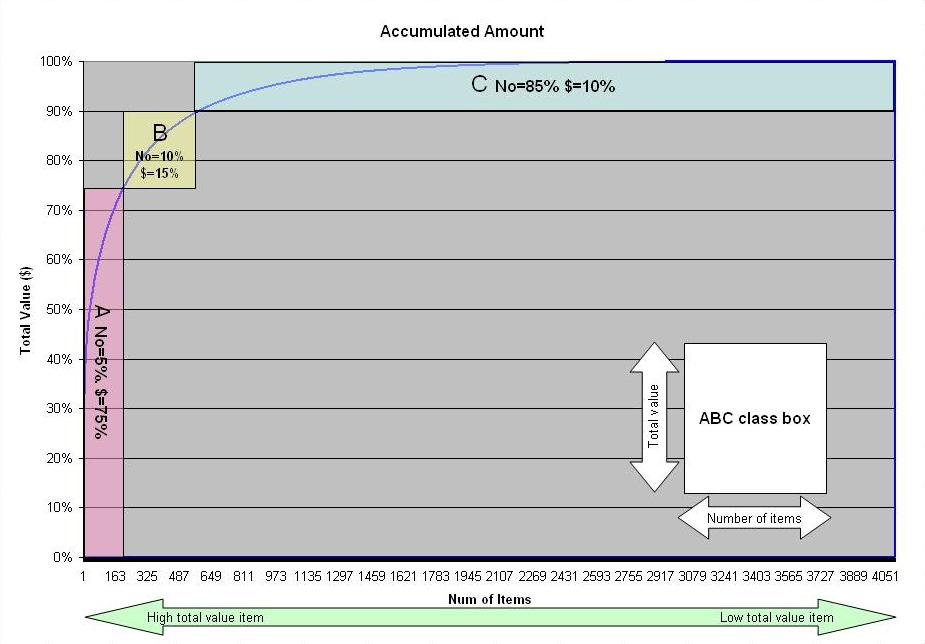
Một đường cong tích lũy ABC. Thông thường, một đường cong được xây dựng cho doanh thu (tiêu dùng) và một đường cong khác cho hàng tồn kho (chứng khoán).

Phân tích ABC là một phương pháp để phân tích hàng tồn kho dựa trên phân phối Pareto, nó cho rằng vì doanh thu từ các mặt hàng tồn kho sẽ được phân phối theo luật công suất nên việc quản lý các mặt hàng khác nhau dựa trên vị trí của chúng trên ma trận mức tồn kho được xây dựng (A, B và C) từ doanh thu vật phẩm tích lũy, do đó, trong một ma trận, mỗi vật phẩm sẽ có một chữ cái (A, B hoặc C) được gán cho doanh thu và hàng tồn kho. Phương pháp này đặt ra rằng các mặt hàng cách xa đường chéo nên được quản lý khác nhau: các mặt hàng ở phần trên có nguy cơ bị lỗi thời, các mặt hàng ở phần dưới có nguy cơ tồn kho.
Thông lượng là một biến số định lượng số lượng các bộ phận được sản xuất theo đơn vị thời gian. Mặc dù việc ước tính thông lượng cho một quy trình có thể khá đơn giản, nhưng làm như vậy cho toàn bộ hệ thống sản xuất có thêm một khó khăn do sự hiện diện của hàng đợi có thể đến từ: sự cố máy, biến đổi thời gian xử lý, phế liệu, thiết lập, thời gian bảo trì, thiếu đơn đặt hàng, thiếu nguyên liệu, đình công, phối hợp xấu giữa các nguồn lực, sự biến đổi hỗn hợp, cộng với tất cả những sự thiếu hiệu quả này có xu hướng kết hợp tùy thuộc vào bản chất của hệ thống sản xuất. Một ví dụ quan trọng về cách thông lượng hệ thống gắn liền với thiết kế hệ thống là những điểm nghẽn: trong các cửa hàng công việc, các tắc nghẽn thường rất năng động và phụ thuộc vào lịch trình trong khi trên các đường chuyển giao, có nghĩa là nói về "nút cổ chai" vì nó có thể được liên kết đơn giản với một trạm cụ thể trên đường dây. Điều này dẫn đến vấn đề làm thế nào để xác định các biện pháp năng lực, đó là ước tính sản lượng tối đa của một hệ thống sản xuất nhất định và sử dụng công suất.
Hiệu quả thiết bị tổng thể (OEE) được định nghĩa là sản phẩm giữa tính khả dụng của hệ thống, hiệu quả thời gian chu kỳ và tốc độ chất lượng. OEE thường được sử dụng làm chỉ số hiệu suất chính (KPI) kết hợp với phương pháp sản xuất tinh gọn.

### Cấu hình và quản lý
Thiết kế cấu hình của các hệ thống sản xuất bao gồm cả các biến công nghệ và tổ chức. Các lựa chọn trong công nghệ sản xuất bao gồm: công suất kích thước, công suất phân đoạn, vị trí công suất, quy trình gia công, công nghệ xử lý, tự động hóa hoạt động, đánh đổi giữa khối lượng và sự đa dạng (xem ma trận Hayes-Wheelwright). Các lựa chọn trong lĩnh vực tổ chức bao gồm: xác định các kỹ năng và trách nhiệm của công nhân, điều phối nhóm, khuyến khích nhân viên và luồng thông tin.
Về kế hoạch sản xuất, có một sự khác biệt cơ bản giữa phương pháp đẩy và phương pháp kéo, với phương pháp tiếp theo bao gồm cả phương pháp đơn vừa đúng lúc. Kéo có nghĩa là hệ thống sản xuất cho phép sản xuất dựa trên mức tồn kho; đẩy có nghĩa là sản xuất xảy ra dựa trên nhu cầu (dự báo hoặc hiện tại, đó là đơn đặt hàng mua). Một hệ thống sản xuất riêng lẻ có thể là cả đẩy và kéo; ví dụ các hoạt động trước CODP có thể hoạt động theo hệ thống kéo, trong khi các hoạt động sau CODP có thể hoạt động theo hệ thống đẩy. 

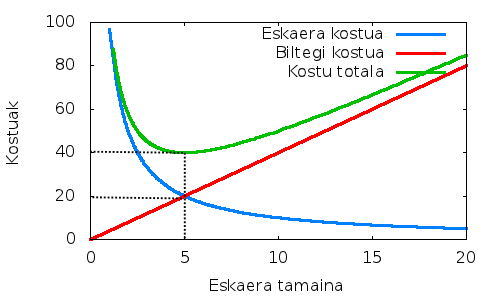
Mô hình EOQ cổ điển: đánh đổi giữa chi phí đặt hàng (màu xanh) và chi phí nắm giữ (màu đỏ). Tổng chi phí (màu xanh lá cây) thừa nhận tối ưu toàn cầu.

Liên quan đến phương pháp kéo truyền thống để kiểm soát hàng tồn kho, một số kỹ thuật đã được phát triển dựa trên công trình của Ford W. Harris (1913), được gọi là mô hình số lượng đặt hàng kinh tế (EOQ). Mô hình này đánh dấu sự khởi đầu của lý thuyết hàng tồn kho, bao gồm thủ tục Wagner- Inside, mô hình bản tin, mô hình chứng khoán cơ sở và mô hình Thời gian cố định. Những mô hình này thường liên quan đến việc tính toán hàng tồn kho chu kỳ và hàng tồn kho đệm, sau này thường được mô hình hóa như là một hàm của biến đổi nhu cầu. Số lượng sản xuất kinh tế  (EPQ) khác với mô hình EOQ chỉ ở chỗ nó giả định tỷ lệ lấp đầy không đổi cho phần được sản xuất, thay vì nạp lại tức thời cho mô hình EOQ. 

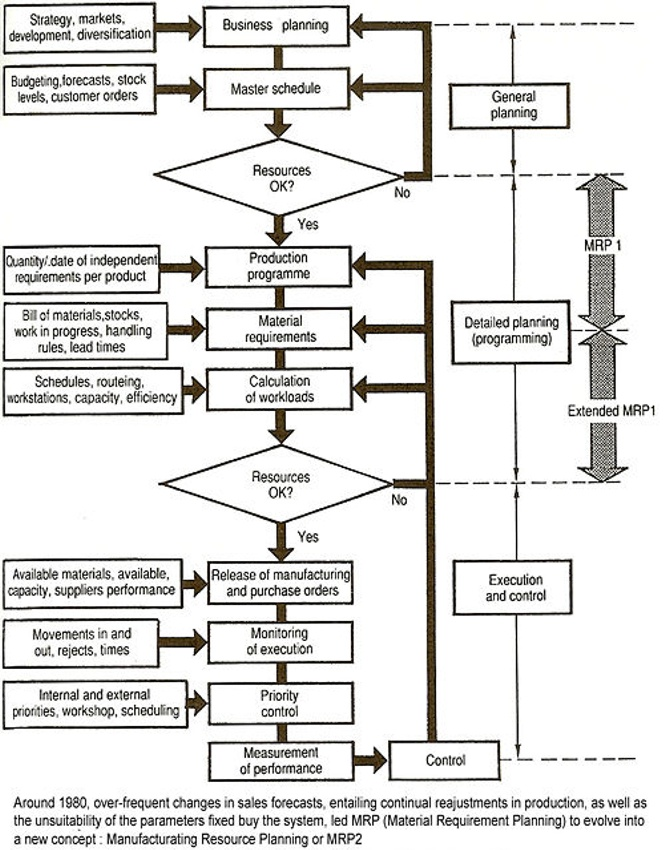
Cấu trúc MRPII điển hình: lập kế hoạch chung (trên cùng) liên quan đến dự báo, lập kế hoạch năng lực và mức tồn kho, lập trình (giữa) liên quan đến tính toán khối lượng công việc, lập kế hoạch năng lực cắt giảm, MPS, lập kế hoạch yêu cầu năng lực, lập kế hoạch MRP truyền thống, kiểm soát (dưới) liên quan đến lịch trình.

Joseph Mitchickly và những người khác tại IBM đã phát triển một cách tiếp cận thúc đẩy kiểm soát hàng tồn kho và lập kế hoạch sản xuất, hiện được gọi là lập kế hoạch yêu cầu vật liệu (MRP), lấy đầu vào cả lịch sản xuất chính (MPS) và hóa đơn nguyên vật liệu (BOM) và đưa ra đưa ra một lịch trình cho các vật liệu (thành phần) cần thiết trong quá trình sản xuất. Do đó MRP là một công cụ lập kế hoạch để quản lý các đơn đặt hàng và đơn đặt hàng sản xuất (còn gọi là công việc).
MPS có thể được coi là một loại kế hoạch tổng hợp cho sản xuất đến từ hai loại đối lập cơ bản: kế hoạch cố gắng theo đuổi nhu cầu và kế hoạch cấp độ cố gắng duy trì việc sử dụng năng lực thống nhất. Nhiều mô hình đã được đề xuất để giải quyết các vấn đề MPS:
- Mô hình phân tích (ví dụ Mô hình Magee Boodman)
- Các mô hình thuật toán tối ưu hóa chính xác (ví dụ LP và ILP)
- Mô hình heuristic (ví dụ Mô hình Aucamp).

MRP có thể được mô tả ngắn gọn như một thủ tục 3 giây: tổng (các đơn đặt hàng khác nhau), tách (theo lô), thay đổi (theo thời gian theo thời gian dẫn của mặt hàng). Để tránh "bùng nổ" xử lý dữ liệu trong MRP (số lượng BOM cần có trong đầu vào) hóa đơn lập kế hoạch (như hóa đơn gia đình hoặc siêu hóa đơn) có thể hữu ích vì chúng cho phép hợp lý hóa dữ liệu đầu vào thành các mã chung. MRP có một số vấn đề nổi tiếng như năng lực vô hạn và thời gian thực hiện cố định, ảnh hưởng đến việc sửa đổi kế tiếp của kiến trúc phần mềm ban đầu dưới dạng MRP II, lập kế hoạch nguồn lực doanh nghiệp (ERP) và lập kế hoạch và lập kế hoạch nâng cao (APS).
Trong bối cảnh này, các vấn đề về lập kế hoạch (sắp xếp thứ tự sản xuất), tải (công cụ sử dụng), lựa chọn loại phần (bộ phận để làm việc) và các ứng dụng vận trù học có vai trò quan trọng.
Sản xuất tinh gọn là một cách tiếp cận để sản xuất phát sinh ở Toyota giữa cuối Thế chiến II và những năm bảy mươi. Nó chủ yếu xuất phát từ ý tưởng của Taiichi Ohno và Toyoda Sakichi, tập trung vào các khái niệm bổ sung về thời gian và quyền tự chủ (jidoka), tất cả đều nhằm giảm chất thải (thường được áp dụng theo kiểu PDCA). Một số yếu tố bổ sung cũng là cơ bản: làm mịn sản xuất (Heijunka), bộ đệm công suất, giảm thiết lập, đào tạo chéo và bố trí nhà máy.
- Heijunka: làm mịn sản xuất đặt ra một chiến lược cấp cho MPS và lịch lắp ráp cuối cùng được phát triển từ MPS bằng cách làm mịn các yêu cầu sản xuất tổng hợp trong các thùng thời gian nhỏ hơn và sắp xếp thứ tự lắp ráp cuối cùng để đạt được sản xuất lặp đi lặp lại. Nếu các điều kiện này được đáp ứng, thông lượng dự kiến có thể bằng với nghịch đảo của thời gian takt. Bên cạnh khối lượng, heijunka cũng có nghĩa là đạt được sản xuất mô hình hỗn hợp, tuy nhiên điều này chỉ có thể khả thi thông qua việc giảm thiết lập. Một công cụ tiêu chuẩn để đạt được điều này là hộp Heijunka.
- Bộ đệm công suất: lý tưởng là một hệ thống JIT sẽ hoạt động với sự cố bằng 0, tuy nhiên điều này rất khó đạt được trong thực tế, tuy nhiên, Toyota ủng hộ việc có thêm công suất so với WIP bổ sung để đối phó với nạn đói.
- Giảm thiết lập: thường cần thiết để đạt được sản xuất mô hình hỗn hợp, một sự phân biệt quan trọng có thể được thực hiện giữa các thiết lập bên trong và bên ngoài. Thiết lập bên trong (ví dụ: loại bỏ một khuôn) đề cập đến các tác vụ khi máy không hoạt động, trong khi các thiết lập bên ngoài có thể được hoàn thành trong khi máy đang chạy (ví dụ: vận chuyển khuôn).
- Đào tạo chéo: quan trọng như là một yếu tố của Tự chủ, Toyota đã đào tạo nhân viên của họ thông qua luân chuyển, điều này phục vụ như một yếu tố linh hoạt trong sản xuất, suy nghĩ toàn diện và giảm sự nhàm chán.
- Bố cục: Các đường hoặc ô hình chữ U là phổ biến trong cách tiếp cận nạc vì chúng cho phép đi bộ tối thiểu, hiệu quả công nhân lớn hơn và khả năng linh hoạt.

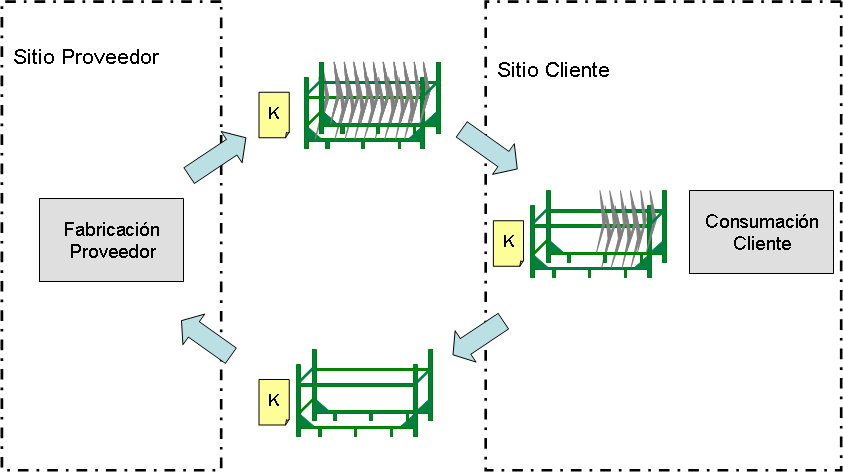
Khi giới thiệu kanbans trong các hệ thống sản xuất thực tế, việc đạt được nhiều đơn vị ngay từ đầu có thể không khả thi, do đó kanban sẽ đại diện cho một quy mô lô nhất định được xác định bởi ban quản lý.

Một loạt các công cụ đã được phát triển chủ yếu với mục tiêu tái tạo thành công của Toyota: một triển khai rất phổ biến liên quan đến các thẻ nhỏ được gọi là kanbans; Chúng cũng có một số loại: sắp xếp lại kanbans, kanbans báo động, kanbans hình tam giác, v.v. Trong quy trình kanban cổ điển với một thẻ:
- Các bộ phận được giữ trong các thùng chứa với kanbans tương ứng của họ
- Trạm hạ lưu di chuyển kanban đến trạm ngược dòng và bắt đầu sản xuất phần tại trạm hạ lưu
- Toán tử ngược dòng lấy kanban khẩn cấp nhất từ danh sách của anh ta (so sánh với kỷ luật hàng đợi từ lý thuyết hàng đợi) và tạo ra nó và đính kèm kanban tương ứng của nó

Quy trình kanban hai thẻ khác nhau một chút:
- Nhà điều hành hạ nguồn lấy kanban sản xuất từ danh sách của mình
- Nếu có sẵn các bộ phận cần thiết, anh ta sẽ loại bỏ kanban di chuyển và đặt chúng vào một hộp khác, nếu không anh ta chọn một thẻ sản xuất khác
- Ông sản xuất một phần và đính kèm kanban sản xuất tương ứng
- Định kỳ một người di chuyển nhặt kanbans di chuyển trong các trạm thượng nguồn và tìm kiếm các bộ phận tương ứng, khi tìm thấy anh ta trao đổi kanbans sản xuất để di chuyển kanbans và di chuyển các bộ phận đến các trạm hạ lưu

Do số lượng kanbans trong hệ thống sản xuất được các nhà quản lý đặt là một số không đổi, nên quy trình kanban hoạt động như một thiết bị kiểm soát WIP, với tỷ lệ đến nhất định, theo định luật Little, hoạt động như một thiết bị kiểm soát thời gian chính. 

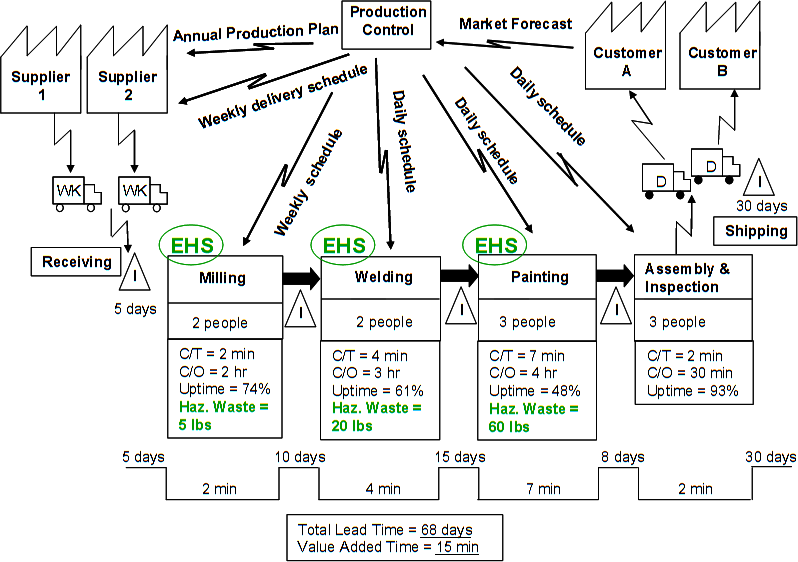
Ánh xạ dòng giá trị, đại diện cho các luồng vật liệu và thông tin trong một công ty, chủ yếu được sử dụng trong phương pháp sản xuất tinh gọn. Việc tính toán dòng thời gian (dưới cùng) thường liên quan đến việc sử dụng định luật Little để lấy thời gian dẫn từ mức cổ phiếu và thời gian thu tiền.

Trong Toyota, TPS đại diện cho triết lý sản xuất nhiều hơn là một bộ công cụ nạc cụ thể, sau này sẽ bao gồm:
- SMED: một phương pháp để giảm thời gian chuyển đổi
- Ánh xạ dòng giá trị: một phương pháp đồ họa để phân tích trạng thái hiện tại và thiết kế trạng thái trong tương lai
- giảm kích thước lô
- loại bỏ hàng loạt thời gian
- Phân cụm thứ tự xếp hạng: một thuật toán nhóm các máy và họ sản phẩm lại với nhau, được sử dụng để thiết kế các ô sản xuất
- lập kế hoạch một điểm, ngược lại với phương pháp đẩy truyền thống
- xử lý đa quy trình: khi một người vận hành chịu trách nhiệm vận hành một số máy hoặc quy trình
- poka-yoke: bất kỳ cơ chế nào trong sản xuất tinh gọn giúp người vận hành thiết bị tránh được lỗi (yokeru) (poka)
- 5S: mô tả cách tổ chức không gian làm việc hiệu quả và hiệu quả bằng cách xác định và lưu trữ các vật phẩm được sử dụng, duy trì diện tích và vật phẩm và duy trì trật tự mới
- kế toán backflush: một cách tiếp cận chi phí sản phẩm trong đó chi phí bị trì hoãn cho đến khi hàng hóa kết thúc

Nhìn rộng hơn, JIT có thể bao gồm các phương pháp như: tiêu chuẩn hóa và mô đun hóa sản phẩm, công nghệ nhóm, bảo trì tổng sản xuất, mở rộng công việc, làm giàu công việc, tổ chức phẳng và đánh giá nhà cung cấp (sản xuất JIT rất nhạy cảm với các điều kiện bổ sung).
Trong các hệ thống sản xuất tự động nặng, việc lập kế hoạch sản xuất và thu thập thông tin có thể được thực hiện thông qua hệ thống kiểm soát, tuy nhiên cần chú ý để tránh các vấn đề như bế tắc, vì những điều này có thể dẫn đến giảm năng suất.
Quản lý sản xuất dự án (PPM) áp dụng các khái niệm quản lý vận hành để thực hiện phân phối các dự án vốn bằng cách xem chuỗi các hoạt động trong một dự án như một hệ thống sản xuất. Các nguyên tắc quản lý vận hành của giảm thiểu thay đổi và quản lý được áp dụng bằng cách đệm thông qua sự kết hợp giữa năng lực, thời gian và hàng tồn kho.

### Vận hành dịch vụ
Các ngành dịch vụ là một phần chính của hoạt động kinh tế và việc làm ở tất cả các nước công nghiệp hóa, bao gồm 80% việc làm và GDP trong quản lý vận hành của Hoa Kỳ, khác với sản xuất, đã phát triển từ những năm 1970 thông qua việc xuất bản các thực tiễn và nghiên cứu học thuật độc đáo. Xin lưu ý rằng phần này không đặc biệt bao gồm "Các công ty dịch vụ chuyên nghiệp" và các dịch vụ chuyên nghiệp được thực hiện từ chuyên môn này (đào tạo chuyên môn và giáo dục trong).
Theo Fitzsimmons, Fitzsimmons và Bordoloi (2014) sự khác biệt giữa sản xuất hàng hóa và dịch vụ như sau:
- Sản xuất và tiêu thụ đồng thời. Các dịch vụ tiếp xúc cao (ví dụ như chăm sóc sức khỏe) phải được sản xuất với sự có mặt của khách hàng, vì chúng được tiêu thụ như sản xuất. Do đó, các dịch vụ không thể được sản xuất ở một địa điểm và được vận chuyển đến một địa điểm khác, như hàng hóa. Do đó, hoạt động dịch vụ rất phân tán về mặt địa lý gần với khách hàng. Hơn nữa, sản xuất và tiêu thụ đồng thời cho phép khả năng tự phục vụ liên quan đến khách hàng tại điểm tiêu thụ (ví dụ: trạm xăng). Chỉ các dịch vụ tiếp xúc thấp được sản xuất trong "phòng hậu trường" (ví dụ: thanh toán bù trừ) có thể được cung cấp cách xa khách hàng.
- Dễ hỏng. Vì các dịch vụ dễ hỏng, chúng không thể được lưu trữ để sử dụng sau. Trong các công ty sản xuất, hàng tồn kho có thể được sử dụng để đệm cung và cầu. Vì bộ đệm là không thể trong các dịch vụ, nên nhu cầu biến đổi cao phải được đáp ứng bởi các hoạt động hoặc nhu cầu được sửa đổi để đáp ứng cung.
- Quyền sở hữu. Trong sản xuất, quyền sở hữu được chuyển giao cho khách hàng. Quyền sở hữu không được chuyển giao cho dịch vụ. Do đó, các dịch vụ không thể được sở hữu hoặc bán lại.
- Sự hữu hình. Một dịch vụ là vô hình khiến khách hàng khó đánh giá dịch vụ trước. Trong trường hợp hàng hóa được sản xuất, khách hàng có thể nhìn thấy và đánh giá nó. Đảm bảo chất lượng dịch vụ thường được thực hiện bằng cách cấp phép, quy định của chính phủ và xây dựng thương hiệu để đảm bảo khách hàng họ sẽ nhận được một dịch vụ chất lượng.

Bốn so sánh này cho thấy cách quản lý vận hành dịch vụ khá khác biệt so với sản xuất liên quan đến các vấn đề như yêu cầu năng lực (biến cao), đảm bảo chất lượng (khó định lượng), vị trí của các cơ sở (phân tán) và tương tác với khách hàng trong quá trình cung cấp dịch vụ (sản phẩm và quy trình thiết kế).
Trong khi có sự khác biệt cũng có nhiều điểm tương đồng. Ví dụ, các phương pháp quản lý chất lượng được sử dụng trong sản xuất như Giải thưởng Baldrige và Six Sigma đã được áp dụng rộng rãi cho các dịch vụ. Tương tự như vậy, các nguyên tắc và thông lệ dịch vụ tinh gọn cũng đã được áp dụng trong các hoạt động dịch vụ. Sự khác biệt quan trọng của khách hàng là trong hệ thống trong khi dịch vụ đang được cung cấp và cần được xem xét khi áp dụng các thực tiễn này.
Một sự khác biệt quan trọng là phục hồi dịch vụ. Khi xảy ra lỗi trong cung cấp dịch vụ, việc phục hồi phải được cung cấp tại chỗ bởi nhà cung cấp dịch vụ. Nếu một người phục vụ trong nhà hàng làm đổ súp vào lòng khách hàng, thì việc phục hồi có thể bao gồm một bữa ăn miễn phí và một lời hứa về việc giặt khô miễn phí. Một sự khác biệt khác là trong năng lực lập kế hoạch. Vì sản phẩm không thể được lưu trữ, nên cơ sở dịch vụ phải được quản lý theo nhu cầu cao nhất đòi hỏi sự linh hoạt hơn so với sản xuất. Vị trí của các cơ sở phải gần khách hàng và quy mô kinh tế có thể thiếu. Lập kế hoạch phải xem xét khách hàng có thể được xếp hàng chờ đợi. Lý thuyết xếp hàng đã được đưa ra để hỗ trợ thiết kế các tuyến chờ cơ sở dịch vụ. Quản lý doanh thu rất quan trọng đối với hoạt động dịch vụ, vì ghế trống trên máy bay bị mất doanh thu khi máy bay khởi hành và không thể được lưu trữ để sử dụng trong tương lai.

### Mô hình toán học

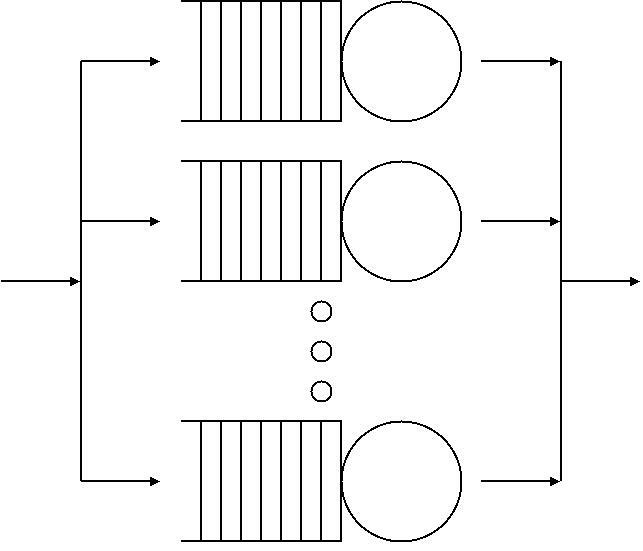
Mạng xếp hàng là hệ thống trong đó hàng đợi đơn được kết nối bằng mạng định tuyến. Trong hình ảnh này, các máy chủ được thể hiện bằng các vòng tròn, hàng đợi bằng một loạt các retangles và mạng định tuyến bằng mũi tên. Trong nghiên cứu về các mạng xếp hàng, người ta thường cố gắng để có được sự phân phối cân bằng của mạng.

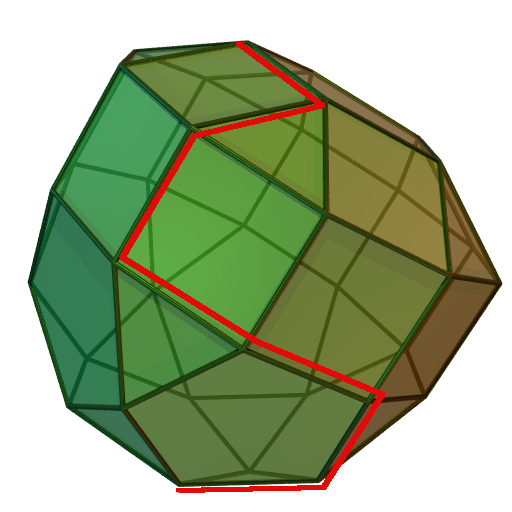
Minh họa phương pháp Simplex, một cách tiếp cận cổ điển để giải quyết các vấn đề tối ưu hóa LP và cả lập trình số nguyên (ví dụ: nhánh và cắt). Chủ yếu được sử dụng trong phương pháp đẩy mà còn trong cấu hình hệ thống sản xuất. Nội thất của các màu xanh lá cây polytope hình học đại diện cho khu vực có tính khả thi, trong khi dòng màu đỏ cho chuỗi các hoạt động trục cần thiết để đạt được giải pháp tối ưu.

Ngoài ra còn có các lĩnh vực lý thuyết toán học đã tìm thấy các ứng dụng trong lĩnh vực quản lý vận hành như nghiên cứu hoạt động: chủ yếu là các vấn đề tối ưu hóa toán học và lý thuyết hàng đợi. Lý thuyết xếp hàng được sử dụng trong mô hình hóa hàng đợi và thời gian xử lý trong các hệ thống sản xuất trong khi tối ưu hóa toán học rút ra rất nhiều từ phép tính đa biến và đại số tuyến tính. Lý thuyết xếp hàng dựa trên chuỗi Markov và các quy trình ngẫu nhiên. Cũng đáng lưu ý rằng các tính toán của cổ phiếu an toàn thường dựa trên nhu cầu mô hình hóa như một phân phối bình thường và MRP và một số vấn đề về hàng tồn kho có thể được xây dựng bằng cách sử dụng kiểm soát tối ưu.
Khi các mô hình phân tích là không đủ, các nhà quản lý có thể sử dụng mô phỏng. Mô phỏng theo truyền thống được cho là mô hình mô phỏng sự kiện rời rạc, trong đó mô hình mô phỏng sở hữu trạng thái chỉ có thể thay đổi khi xảy ra sự kiện rời rạc, bao gồm đồng hồ và danh sách các sự kiện. Mô hình mô hình hóa cấp độ giao dịch gần đây bao gồm một tập hợp các tài nguyên và một tập hợp các giao dịch: các giao dịch di chuyển qua một mạng các tài nguyên (các nút) theo một mã, được gọi là quá trình. 

Biểu đồ kiểm soát: biến đầu ra của quá trình được mô hình hóa bằng hàm mật độ xác suất và với mỗi thống kê của mẫu, một dòng điều khiển trên và dòng điều khiển dưới được cố định, khi thống kê di chuyển ra khỏi giới hạn, một cảnh báo được đưa ra và các nguyên nhân có thể được điều tra. Trong bản vẽ này, thống kê lựa chọn là điểm trung bình và điểm màu đỏ đại diện cho điểm báo động.

Do các quy trình sản xuất thực tế luôn bị ảnh hưởng bởi sự xáo trộn ở cả đầu vào và đầu ra, nhiều công ty thực hiện một số hình thức quản lý Chất lượng hoặc kiểm soát chất lượng. Bảy công cụ cơ bản về chỉ định chất lượng cung cấp một bản tóm tắt các công cụ thường được sử dụng:
- giấy kiểm tra
- Biểu đồ Pareto
- Biểu đồ Ishikawa (sơ đồ nguyên nhân và kết quả)
- bảng kiểm soát
- biểu đồ
- sơ đồ phân tán
- phân tầng

Chúng được sử dụng trong các phương pháp như Quản lý chất lượng toàn diện và Six Sigma. Giữ chất lượng trong tầm kiểm soát có liên quan đến cả việc tăng sự hài lòng của khách hàng và giảm chất thải xử lý.
Sách giáo khoa quản lý vận hành thường bao gồm dự báo nhu cầu, mặc dù nó không nghiêm túc nói về vấn đề hoạt động, bởi vì nhu cầu có liên quan đến một số biến hệ thống sản xuất. Ví dụ, một cách tiếp cận cổ điển trong việc định kích thước các cổ phiếu an toàn đòi hỏi phải tính toán độ lệch chuẩn của các lỗi dự báo. Dự báo nhu cầu cũng là một phần quan trọng của các hệ thống đẩy, vì việc phát hành đơn đặt hàng phải được lên kế hoạch trước các đơn đặt hàng của khách hàng thực tế. Ngoài ra, bất kỳ cuộc thảo luận nghiêm túc nào về lập kế hoạch năng lực đều liên quan đến việc điều chỉnh đầu ra của công ty với nhu cầu thị trường.

### An toàn, rủi ro và bảo trì
Các vấn đề quản lý quan trọng khác liên quan đến chính sách bảo trì  (xem thêm triết lý độ tin cậy và bảo trì), hệ thống quản lý an toàn (xem thêm kỹ thuật an toàn và quản lý rủi ro), quản lý cơ sở và tích hợp chuỗi cung ứng.

## Tổ chức
Các tổ chức sau đây hỗ trợ và thúc đẩy quản lý vận hành:
- Hiệp hội Quản lý vận hành (APICS) hỗ trợ Tạp chí quản lý sản xuất và hàng tồn kho
- Hiệp hội quản lý vận hành châu Âu (EurOMA) hỗ trợ Tạp chí quốc tế về quản lý vận hành và sản xuất
- Hiệp hội quản lý sản xuất và vận hành (POMS) hỗ trợ tạp chí: Quản lý sản xuất và vận hành
- Viện nghiên cứu hoạt động và khoa học quản lý (INFORMS)
- Hiệp hội quản lý vận hành sản xuất và dịch vụ (MSOM) của INFORMS hỗ trợ tạp chí: Quản lý vận hành sản xuất và dịch vụ
- Viện Quản lý vận hành (Anh)
- Hiệp hội Công nghệ, Quản lý và Kỹ thuật Ứng dụng (ATMAE)

## Tạp chí
Các tạp chí học thuật xếp hạng cao sau đây  liên quan đến các vấn đề quản lý vận hành:
- Khoa học quản lý
- Quản lý vận hành sản xuất và dịch vụ
- Hoạt động nghiên cứu
- Tạp chí quốc tế về vận hành và quản lý sản xuất
- Sản xuất và quản lý vận hành
- Tạp chí quản lý vận hành
- Tạp chí nghiên cứu hoạt động châu Âu
- Biên niên sử nghiên cứu hoạt động